# 圣叙尔皮斯 (多姆山省)
圣叙尔皮斯（法語：Saint-Sulpice，法語發音：[sɛ̃ sylpis] ⓘ）是法国多姆山省的一个市镇，位于该省西部偏南，属于克莱蒙费朗区。

## 地理
圣叙尔皮斯（45°38'37"N, 2°37'38"E）面积18.22 平方千米，位于法国奥弗涅-罗讷-阿尔卑斯大区多姆山省，该省份为法国中南部省份，北起阿列省接壤，东临卢瓦尔省，南至上盧瓦爾省和康塔爾省，西接科雷兹省和克勒兹省。
与圣叙尔皮斯接壤的市镇（或旧市镇、城区）包括：阿韦兹、拉斯蒂克堡、布里丰、拉斯蒂克、默塞、圣于连皮拉韦兹、奥弗涅地区圣索夫。

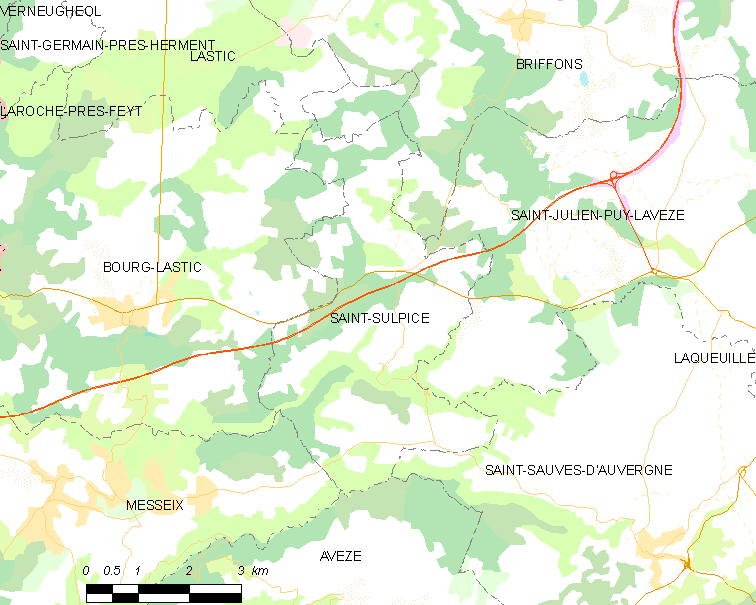
的OSM定位图

圣叙尔皮斯的时区为UTC+01:00、UTC+02:00（夏令时）。

## 行政
圣叙尔皮斯的邮政编码为63760，INSEE市镇编码为63399。

## 政治
圣叙尔皮斯所属的省级选区为圣乌尔斯县。

## 人口

1962-2008年间人口变化图示

圣叙尔皮斯于2022年1月1日时的人口数量为85人。